# Ponte di Cecco
Il ponte di Cecco è un ponte romano ad Ascoli Piceno che connette il quartiere di Porta Maggiore con il forte Malatesta attraversando il torrente Castellano.
È il ponte più antico della città ed è tuttora aperto al pubblico e percorribile a piedi. La sua leggera sagoma architettonica in travertino chiaro si distingue nitidamente fra la ricca vegetazione circostante.

## Storia
Questo ponte è stato erroneamente identificato, per lungo tempo, come un'opera di epoca medioevale. L'architetto e archeologo Giambattista Carducci lo ha riconosciuto come sicura costruzione romana dell'età repubblicana, riscontrando affinità di fabbricazione con altri ponti coevi realizzati lungo la strada consolare Salaria. Con molta probabilità questa opera di collegamento tra le due sponde del Castellano era l'uscita orientale della strada Salaria che un tempo attraversava trasversalmente tutta la città di Asculum.
Il ponte originale è stato distrutto insieme al vicino Ponte Maggiore il 16 giugno 1944, durante la seconda guerra mondiale, dai guastatori tedeschi in ritirata dalla città. Il ponte attuale è stato ricostruito negli anni 1960 tramite anastilosi (rimontaggio in sito) dei materiali originali recuperati nelle acque del torrente sottostante.

### Leggende

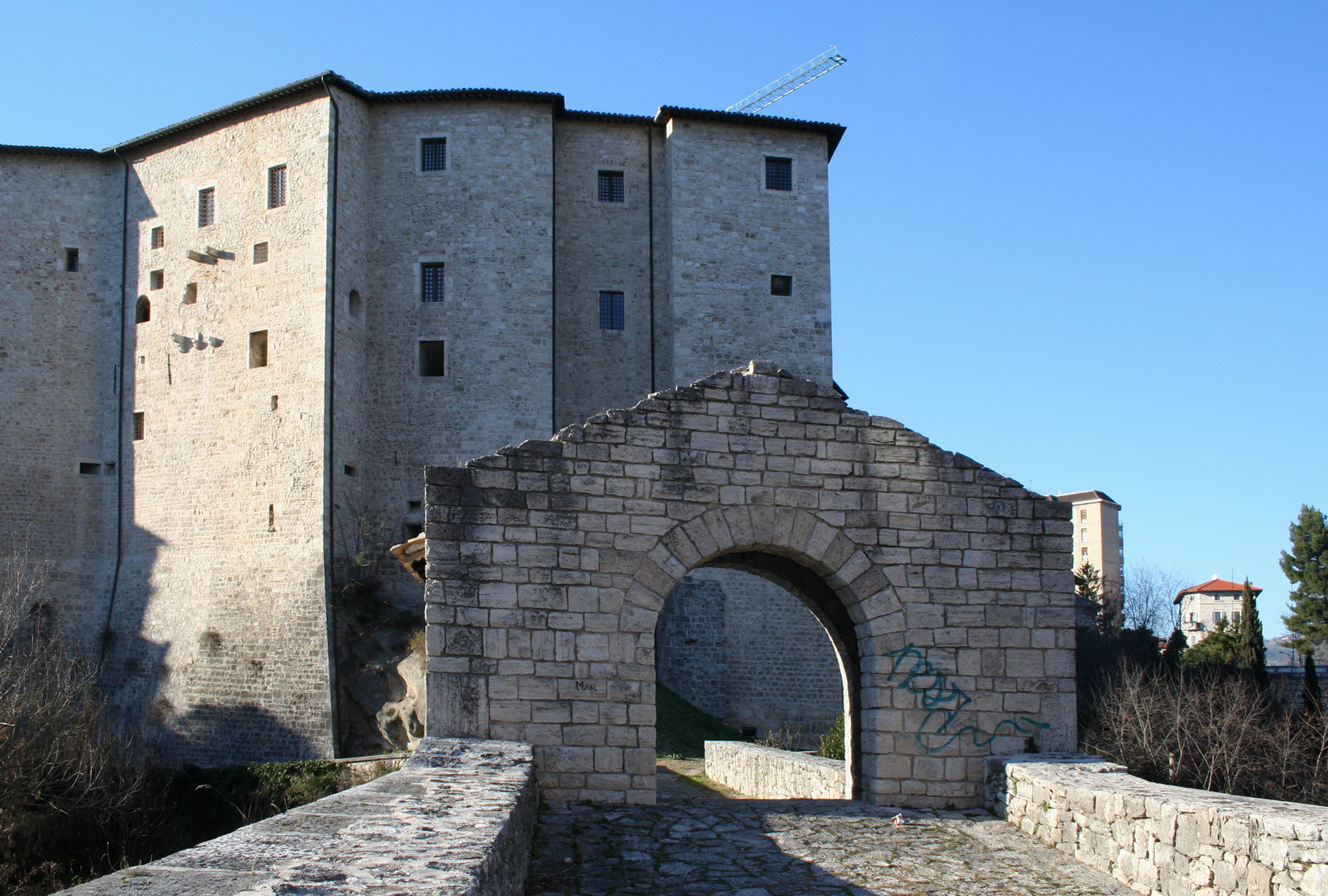
Ponte di Cecco e forte Malatesta

Esistono due possibili ipotesi per spiegare il nome "ponte di Cecco". La prima, di derivazione popolare, è legata al poeta e astrologo locale Cecco d'Ascoli, che avrebbe costruito il ponte in una sola notte con l'aiuto del diavolo. La seconda, sostenuta dagli storici, sostiene che l'appellativo "di Cecco" potrebbe riferirsi a Cecco Aprutino, maestro medioevale che avrebbe ristrutturato il ponte nel 1349 su commissione di Galeotto I Malatesta.

## Architettura

### Composizione esterna
Il ponte ha l'aspetto tipico delle opere romane ed è realizzato in opus quadratum a murazione liscia con altezza uniforme degli strati lapidei. Le pietre utilizzate sono ordinatamente posizionate in modo che la commettitura verticale poggi sul pieno della pietra sottostante.

### Struttura
La struttura del ponte è costituita da due campate ad arco: 
- la maggiore, centrale, con una luce di 14,50 m;
- la minore, laterale, con una luce di 7,50 m.

L'altezza del piano stradale dal pelo dell'acqua è di 25 m.
Nella zona centrale si trova una costruzione a forma di casupola, detta "casetta del dazio", che era utilizzata come alloggiamento per incardinare il portone d'ingresso alla città.